# Manuel Arredondo y Mioño
Manuel Arredondo y Mioño, segundo marqués de San Juan Nepomuceno, fue un militar, gobernador y mariscal de campo español.

## Biografía

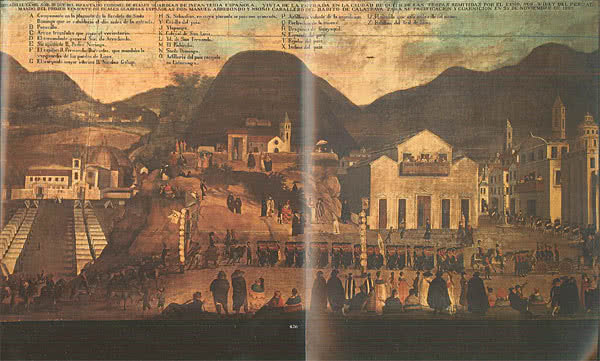
Entrada de las tropas realistas encabezadas por el teniente Arredondo.

Teniente coronel de milicias, coronel del ejército, mayor de la plaza de Lima (1817-1819), mariscal de campo de los reales ejércitos. Ingresó en el Real Seminario de Nobles de Madrid en 1781, y fue II marqués de San Juan Nepomuceno desde 1824, al estallar la Revolución Francesa la naciente república francesa temiendo por ser aplastada por sus vecinos, inició luchas contra estas; España lanzó su propia ofensiva a cargo de Antonio Ricardos el cual dispusó al coronel Arreondo que lo apoyará luchando en la Batalla de Mas Deu dando comienzo a la Guerra del Rosellón, participó en todas las acciones de la guerra pero inevitablemente España se rendiría a Francia, lo que la convertiría en alida de esta, participando en la guerra de las Naranjas en esta Arreondo alcanzaría el grado de primer teniente el 16 de enero de 1800 gracias a la ocupación de los puestos de Borba y Villaviciosa, finalmente en la guerra de la Independencia Española participó defendiendo la ciudad de Madrid, al lapso de la guerra es enviado a América.

### En América
Al llegar a América se encontró en una situación mala para el virreinato, Quito se había sublevado en la Primera Junta de Gobierno Autónoma de Quito con Montufar a la cabeza, llega a esta ciudad el 24 de septiembre de 1809, allí se dispone a pasar el tiempo pero los rebeldes los atacan el 2 de agosto de 1810, a lo que este furioso por la acción ordena ejecutar a todo habitante de Quito, de esa forma inicia una masacre en toda la ciudad.
Permaneció en Quito hasta 18 de agosto de 1810, cuando Carlos de Montúfar se sublevó obligándolo a retirarse hasta Guaranda donde sería derrotado en la batalla de Chimbo, el 4 de noviembre de 1812 se casó con Ignacia Novoa Arteta, pero temiendo represalias por parte de los patriotas huyó a Guayaquil junto a su esposa, al llegar al Perú el virrey Abascal le ascendió a Brigadier de los Reales Ejércitos, al siguiente año fue designado Gobernador de Huarochiri donde permaneció tranquilamente hasta 1816.

### En Perú
Se retiró al Perú donde resistió al Primer sitio del Callao al frente del comandante José de La Mar, las fuerzas realistas empezaron a disminuir frente al hambre y el asedio que hacían las tropas acabó haciendo que capitulen el 21 de septiembre de 1821 donde fue capturado por José de San Martín, permaneció como prisionero hasta el 16 de junio de 1823 cuando José de Canterac ingresó a Lima quedando en libertad, embarcándose en una fragata inglesa rumbo a España, donde llegaría el 26 de noviembre de 1823.
Un año más tarde, en 1824, fue nombrado gobernador del castillo de San Juan de Ulua, en Veracruz, no pudo aceptar por una catarata que afectaba a sus ojos.
Fue ascendido a mariscal de campo el 25 de noviembre de 1830, en ese mismo año recibió el título honorífico de Gentilhombre de Cámara de los hijos del Infante Francisco de Paula, llamados Francisco de Asís y Enrique

### Muerte
Falleció en Madrid sin descendencia en 1842. A su muerte el título recayó en su sobrino Manuel de Arredondo y Mioño, hijo único de su segundo hermano Agustín de Arredondo y Mioño, y de su mujer, Josefa de Mioño y Quevedo.